# كمية كافية

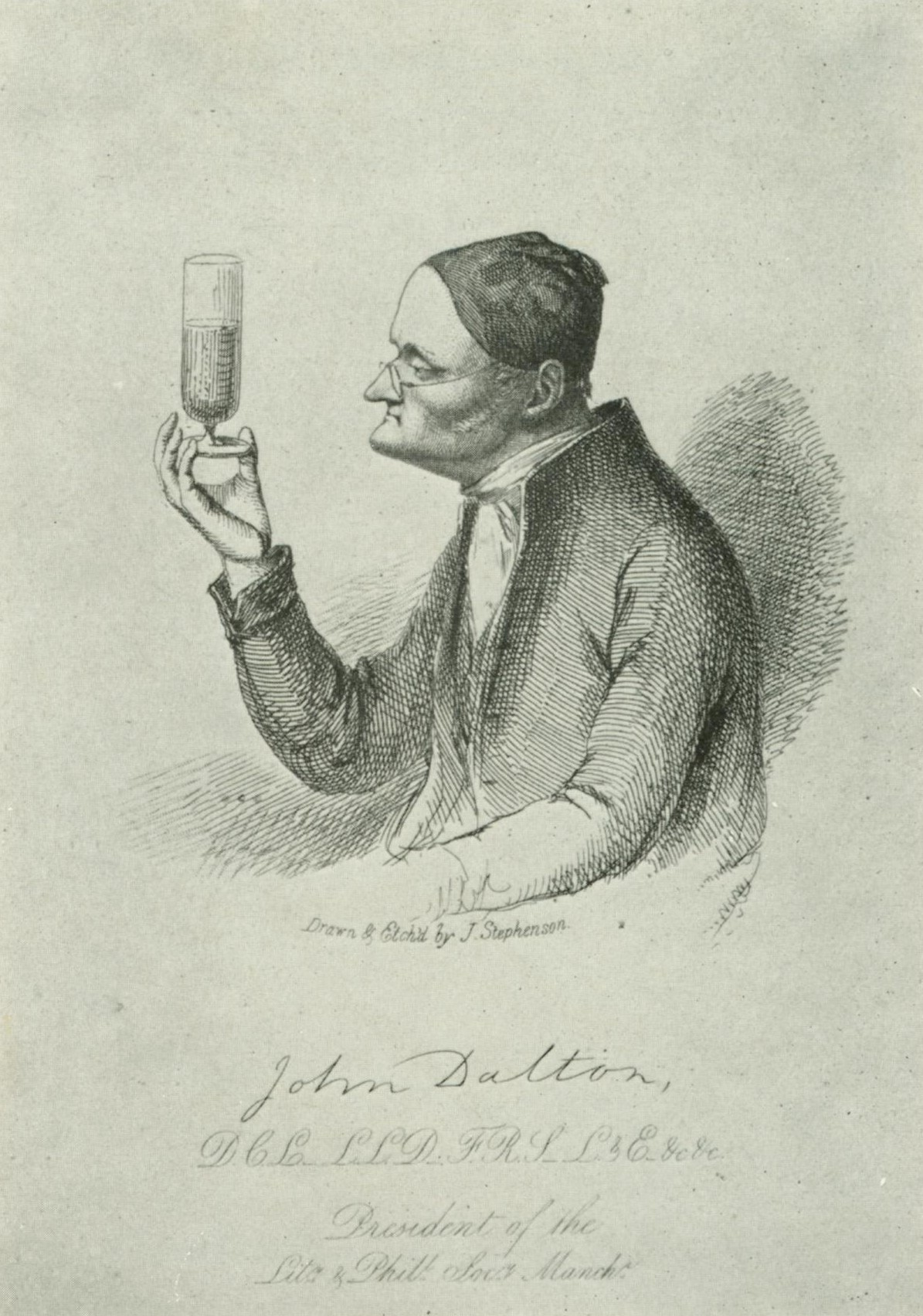

الكمية الكافية واختصاراً كيو واس Quantum satis (qs or QS)وهو مصطلح باللاتينية يعني الكمية المطلوبة.
أصول المصطلح كان ككمية معينة في الطب والصيدلة [بحاجة لمصدر]، حيث استخدم المصطلح quantum sufficit كمية كافية وختصاره أيضاً كيو اس.
وهو مستخدم أيضاً في مجال الاتحاد الأوروبي لقوانين لسلامة الغذاء (EC/EU).
المواصفات الأساسية للمصطلح من أجل عنصر معين تعني «أضف الكمية المطلوبة من هذا العنصر بحيث تحصل على النتيجة المرجوة وليس أكثر».
في قوانين سلامة الطعام في الاتحاد الأوروبي تعني الالتزام بجميع قيود الكميات المحددة في الأغذية الصناعية (خاصة المضافات الغذائية) الضارة ان لم تكن بكميات محددة.
انها تعمل لحماية المستهلك من إضافة كميات زائدة غير ضرورية من تلك المضافات الغذائية الصناعية في المواد الغذائية وتقيد المنتج بما يلي:
- استخدام اقل كمية ممكنة من المضاف الغذائي الصناعي للحصول على النتيجة المرجوة.
- ابقاء طرق التصنيع الجيدة تحت الملاحظة الدائمة.
- دون خداع المستهلك

على سبيل المثال،الاتحاد الأوروبي للتوجيه 94/36/EC  (الذي ينظم استخدام ملونات الطعام) يوضح في المادة 2 (7): «المعنى المرافق لهذا التوجيه (كمية كافية) أنه لا يمكن تحديد الحد الأقصى، ورغم ذلك ملونات الطعام يجب استخدامها بطرق صناعة جيدة وبكمية أدنى تحقق الغاية المطلوبة بشرط ألا تضلل المستهلكين».
وهذه الكلمات «الكمية الكافية» تستخدم للإشارة إلى عدد المواد في المرفقين الثالث والرابع لتوجهات الاتحاد الأوروبي 94/36/EC.